# 镇岗乡
镇岗乡，是中华人民共和国江西省赣州市安远县下辖的一个乡镇级行政单位。

## 行政区划
镇岗乡下辖以下地区：
镇岗村、高峰村、黄洞村、罗山村、涌水村、赖塘村、富长村、龙安村、樟溪村和老围村。

## 中国传统村落
2012年，老围村被评为首批“中国传统村落”。